# Зоркин, Владимир Николаевич
Владимир Николаевич Зоркин (род. 22 мая 1970, Тюмень) — советский и российский хоккеист, нападающий. Мастер спорта России. Хоккейный агент.

## Биография
Воспитанник тюменского «Рубина», тренер Александр Вехрин. Играл за команды «Рубин» (1988/89 — 1991/92, 1993/94, 1996/97 — 1997/98), «Трактор» Челябинск (1991/92 — 1992/93), «Колос» Тюмень (1992/93), «Холмогорец» Ноябрьск (1994/95), «Лада» Тольятти (1994/95, 2000/01), «Мостовик» Курган (1995/96), «Крылья Советов» (1998/99) ХК ЦСКА (1998/99 — 2001/02), Нефтехимик (2002/03), «Нефтяник» Альметьевск (2002/03), «Юность-Минск» (Белоруссия, 2003/04).
Хоккейный агент, директор спортивного отдела «Глобал спорт консалтинг».
Жена — дочь Валерия Гущина, сын — хоккеист Никита Зоркин.